# Ménale
Le Ménale (grec moderne : Μαίναλο, grec ancien : Μαίναλος ou Μαίναλον, romanisé : Maínalos ou Maínalon ; latin : Maenalus) est une montagne du Péloponnèse, située en Arcadie, en Grèce. Sa cime principale, connue sous les noms de Profitis Ilias ou Ostrakina, d'une altitude de 1 981 m, est le point culminant de l'Arcadie.

## Géographie
La montagne a une longueur de 15 à 20 kilomètres du sud-ouest de Tripoli au nord-est de Vytína, et une largeur de 5 à 10 kilomètres de Zigovísti à Kápsas. Elle fait partie d'un site Natura 2000, désigné en mars 2011, couvrant une superficie de 226,4 kilomètres carrés.

## Mythologie
Dans l'Antiquité, la montagne était particulièrement sacrée pour Pan,.
C'est sur le mont Ménale que Zeus emmène Cambyse, fille d'Opus, où elle enfante Opus II.

## Aménagements
Le Ménale abrite une station de ski homonyme, qui se trouve à une altitude de 1 600 mètres, avec sept pistes de ski et quatre remontées mécaniques, qui sont à une altitude comprise entre 1 550 et 1 770 mètres.